# Bob Stump

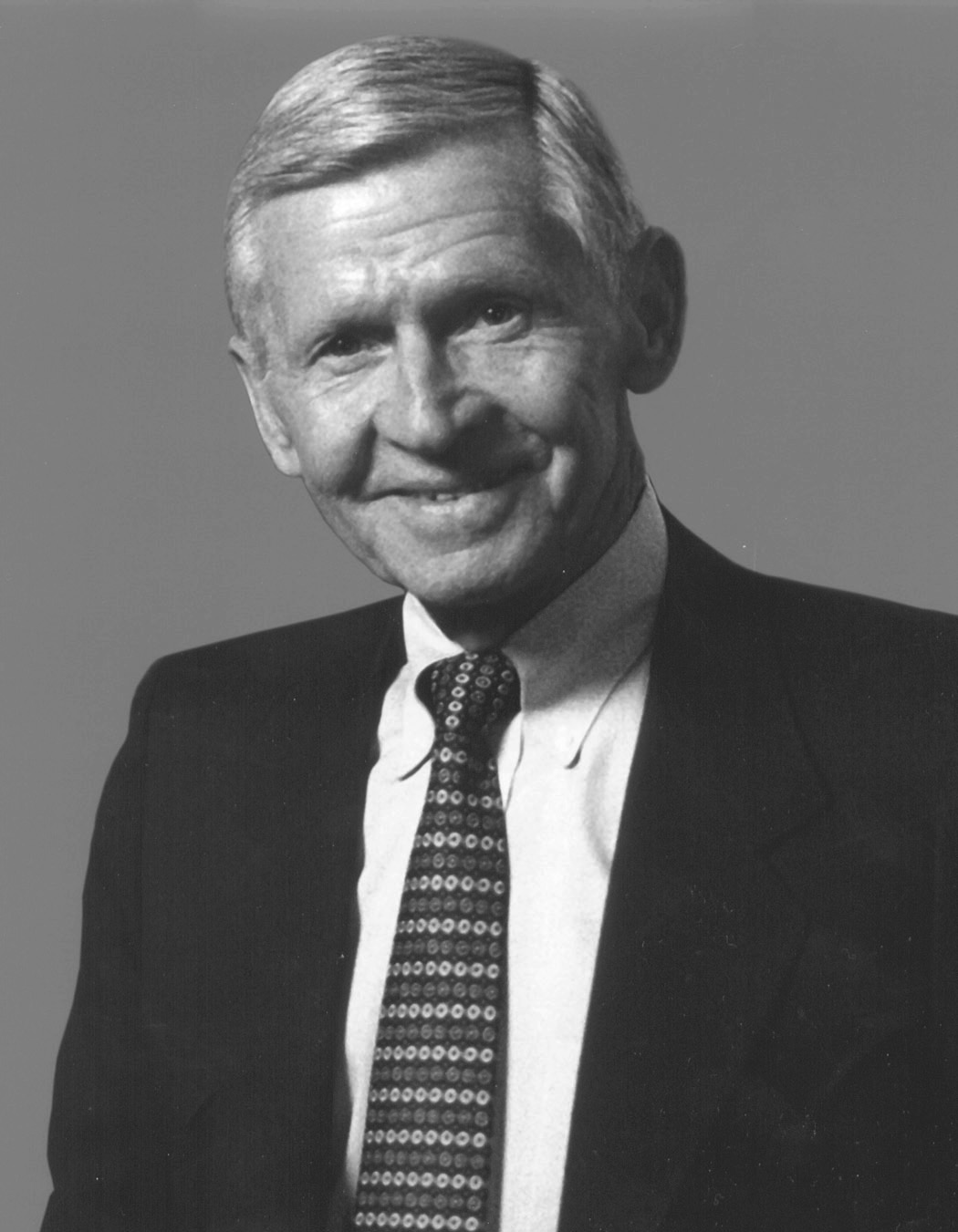
Bob Stump

Robert Lee „Bob“ Stump (* 4. April 1927 in Phoenix, Arizona; † 20. Juni 2003 ebenda) war ein US-amerikanischer Politiker. Zwischen 1977 und 2003 vertrat er den dritten Wahlbezirk des Bundesstaats Arizona im US-Repräsentantenhaus.

## Frühe Jahre und politischer Aufstieg
Nach der Grundschule wurde Stump während des Zweiten Weltkriegs Soldat der US-Marine. Danach besuchte er bis 1947 die Tolleson High School und danach bis 1953 die Arizona State University. Er wurde als Farmer tätig und engagierte sich in der Politik. Stump wurde zunächst Mitglied der Demokratischen Partei, wechselte aber im Jahr 1983 zu den Republikanern über. Zwischen 1959 und 1967 war er Abgeordneter im Repräsentantenhaus von Arizona, von 1967 bis 1976 gehörte er dem Staatssenat an, dessen Präsident er 1975 wurde.

## Kongressabgeordneter
Bei den Kongresswahlen des Jahres 1976 wurde Stump im dritten Wahlbezirk von Arizona in das US-Repräsentantenhaus gewählt. Dort löste er Sam Steiger ab. Trotz seines Parteiwechsels wurde Bob Stump in den folgenden Kongresswahlen bis einschließlich 2000 immer wieder in diesem Mandat bestätigt. Somit konnte er zwischen dem 3. Januar 1977 und dem 3. Januar 2003 im US-Kongress verbleiben. Von 1995 bis 2001 war er Vorsitzender des Veteranenausschusses und von 2001 bis 2003 leitete er den Streitkräfteausschuss, dessen Mitglied er auch bereits zuvor gewesen war. Im Jahr 1986 spielte er nach dem Rücktritt von Barry Goldwater kurzzeitig mit dem Gedanken einer Kandidatur für dessen Nachfolge im US-Senat; schließlich entschied er sich aber gegen dieses Vorhaben. Aus gesundheitlichen Gründen verzichtete Stump im Jahr 2002 auf eine erneute Kandidatur für den Kongress. Er starb am 20. Juni 2003 in Phoenix.